# Кладько, Василий Петрович
Василий Петрович Кладько (укр. Василь Петрович Кладько; 12 января 1957, Озеро, Ровенская область — 13 марта 2022, Ворзель, Киевская область) — украинский физик. Член-корреспондент НАН Украины, доктор физико-математических наук, профессор. Лауреат Государственной премии Украины в области науки и техники 2007 г. Лауреат премии имени В. Е. Лашкарева НАН Украины 2017 г. Заведующий отделом Института физики полупроводников НАНУ. Заместитель директора Института физики полупроводников НАНУ по научной работе.

## Биография
Родился 12 января 1957 года в с. Озеро, Владимирецкий район, Ровенская область.
С 1964 по 1974 — учился в Озерской средней школе, которую окончил с золотой медалью.
С 1974 по 1979 — студент физического факультета Черновицкого государственного университета, который окончил с отличием.
В 1982—1985 — аспирант Института физики полупроводников АН УССР.
В 1986 — кандидат физико-математических наук (01.04.07 — физика твердого тела). Диссертацию заищитил в специализированном совете К016.37.01 Института металлофизики им. Г. В. Курдюмова НАН Украины (04.06.1986).
С 1988 года работал в Институте физики полупроводников. С 1998 по 2000 — докторант Института физики полупроводников НАН Украины.
В 2000 — доктор физико-математических наук (01.04.07 — физика твердого тела). Диссертацию защитил в специализированном совете Д26.001.23 Киевского национального университета имени Тараса Шевченко (22.05.2000).
С 2013 года заместитель директора по научной работе Института физики полупроводников.
С 2015 член-корреспондент НАН Украины.
13 марта 2022 года был жестоко убит военными армии РФ в посёлке Ворзель Бучанского района Киевской области, куда приехал чтобы эвакуировать свою семью.

## Научная деятельность
В. П. Кладько сделал весомый вклад в изучение физики процессов динамического рассеяния Х-лучей реальными кристаллами в наиболее сложных случаях — комплексной строения решётки и дефектной структуры, содержащий одновременно деформационные и композиционные неоднородности. Чрезвычайно информативным в этом отношении стало также изучение закономерностей динамической дифракции рентгеновских лучей в области аномальной дисперсии (К-краев поглощения компонент кристалла), так называемая резонансная дифрактометрия.

## Награды
- Лауреат Государственной премии Украины в области науки и техники 2007 г.
- Лауреат Премии имени. Е. Лашкарева НАН Украины (За выдающиеся работы в области физики полупроводников и полупроводникового приборостроения) 2017 г.
- Член Международного союза кристалографов
- Заместитель главного редактора журнала «Semiconductor Physics, Quantum Electronics & Optoelectronics»